# Emu's TV programmes
에뮤는 호주산 날지 못하는 에뮤 새를 모델로 한 영국 텔레비전 인형으로, 공연가 로드 헐이 조종했다. 여러 버라이어티 쇼에 출연한 후, 그는 BBC에서, 그리고 나중에는 ITV에서 자신의 텔레비전 시리즈를 갖게 되었다.

## BBC

### 에뮤의 방송 회사
에뮤의 방송 회사 (1975–1980)는 로드 헐과 에뮤가 자신들의 텔레비전 방송국인 EBC1을 운영하는 어린이 텔레비전 시리즈로, 당시 BBC의 여러 시리즈를 패러디했다. 로드 헐과 그의 에뮤 인형을 지원한 조연으로는 제임스 본드를 풍자한 퍼시벌 대위 역의 빌리 데인티와 차 담당 여직원 역의 바바라 뉴가 있었고, 톰 채토는 가끔 화면 내 연속성 아나운서로 출연했다.
에뮤의 방송 회사 다섯 시리즈는 모두 BBC 맨체스터가 당시 새로 지어진 뉴 브로드캐스팅 하우스에서 맨체스터 도심의 옥스포드 로드에 걸쳐 제작되었다. 프로듀서는 피터 리즈데일 스콧이었고 감독은 헤이즐 루스웨이트였으며, 나중 시리즈에서는 마이크 스티븐스가 뒤를 이었다.
처음에는 주중 오후 시간대에 방영되었으나, 후속 시리즈는 토요일 저녁에 재방송되었고, 다섯 번째이자 마지막 시리즈는 일요일 저녁 시간대로 옮겨졌다.

#### 방영
출처:
- 시리즈 1: 1975년 11월 18일 – 1975년 12월 23일 6회
- 시리즈 2: 1976년 11월 12일 – 1976년 12월 17일 6회
- 시리즈 3: 1977년 10월 10일 – 1977년 11월 14일 6회
- 시리즈 4: 1978년 10월 26일 – 1978년 12월 14일 8회
- 시리즈 5: 1979년 12월 2일 – 1980년 1월 27일 8회
- 크리스마스 스페셜: 1977년 12월 24일

### BBC 스페셜
로드와 에뮤는 공휴일 전후의 초저녁 버라이어티 엔터테인먼트의 주요 출연자가 되었고, 다음의 단발성 스페셜이 BBC를 위해 제작되었다:
- 에뮤의 블랙풀 워크어바웃: 1977년 8월 29일 (30분)[4]
- 에뮤의 콘월 워크어바웃: 1978년 8월 28일 (30분)[5]
- 에뮤의 스코틀랜드 워크어바웃: 1979년 8월 27일 (35분)[6]
- 에뮤의 마법 음악 쇼: 1980년 12월 27일 (35분)[7]
- 에뮤의 마법 크리스마스 쇼: 1981년 12월 27일 (35분)[8]
- 에뮤의 마법 부활절 쇼: 1982년 4월 12일 (35분)[9]

### 로드와 에뮤의 토요일 스페셜 (BBC)
- 시리즈 1: 1983년 1월 1일 – 1983년 2월 5일 6회[10]

### 로드 & 에뮤 쇼 (BBC)
- 시리즈 1: 1984년 1월 28일 – 1984년 3월 10일 6회[11]

## ITV

### 에뮤의 세상
1981년, 로드 헐은 새로이 인가를 받은 ITV 프랜차이즈인 센트럴 인디펜던트 텔레비전에서 어린 아이들을 위한 시리즈를 만들 기회를 제안받았다. 이는 로드와 에뮤가 살았던 핑크 풍차의 탄생으로 이어졌고, 초록색 마녀인 그롯백스 (가수이자 코미디언인 캐럴 리 스콧이 연기)와 그녀의 무능한 조수 크록이 등장했다. 쇼의 전제는 간단했다: 매주 그롯백스는 에뮤를 훔치려 시도했으며, 일단 잡히면 (그롯백스 자신의 말에 따르면) 에뮤의 "특별한 힘"을 사용하여 세상의 모든 "꼬맹이들"을 통제할 수 있을 것이라고 했다. 코로나 극장 학교의 아이들(총칭하여 핑크 풍차 키즈로 불림)은 보호를 제공하고 에피소드당 한두 곡의 노래와 춤을 선보였다.
이 쇼는 핑크 풍차의 초인종이 울릴 때마다 로드 헐이 "문 앞에 누군가 있어, 오, 문 앞에 누군가 있어"라고 외치는 캐치프레이즈가 특징이었다. 초인종은 누르면 크게 '재채기' 소리를 냈다.

#### 방영
- 시리즈 1: 1982년 1월 5일 – 1982년 2월 9일 6회
- 시리즈 2: 1982년 10월 27일 – 1982년 12월 1일 6회
- 시리즈 3: 1983년 3월 2일 – 1983년 4월 6일 6회
- 시리즈 4: 1983년 9월 7일 – 1983년 10월 12일 6회
- 스페셜: 에뮤의 크리스마스 세상 – 1983년 12월 21일
- 시리즈 5: 1984년 3월 9일 – 1984년 4월 13일 6회
- 스페셜: 에뮤의 부활절: 1984년 4월 20일

### 에뮤의 올 라이브 핑크 풍차 쇼
에뮤의 세상의 성공으로 1984년 중반에 시리즈가 20분에서 42분 에피소드로 확장되고 핑크 풍차 쇼로 재편되었다. 대상 연령대가 확대되었고, 프로그램에는 시청자 전화 통화, 스튜디오 관객, 테이크 유어 픽!의 "돈을 가져가거나 상자를 열거나" 형식에 기반한 그롯백스의 동굴 게임, 우체국 (시청자들이 편지와 그림을 보낼 수 있도록), 그리고 로드의 조상이 튜더 시대에 갇혀 있는 미니 시리즈 보글의 왕국이 추가되었다. 이후 추가된 것은 영국의 학교와 호주, 캐나다 또는 미국의 유사한 학교를 짝지어주는 트윈 스쿨 섹션이었다.
핑크 풍차 키즈의 노래와 춤은 유지되었고, 로봇 레드포드라는 추가 캐릭터가 도입되었으며, 이 형식의 쇼는 엄청난 인기를 얻었다 (금요일 마지막 시간에 Children's ITV라는 선호 시간대에 방송된 것이 그 증거). 세 시리즈는 1984년부터 1986년까지 생방송으로 방영되었고 (세 번째 방영에서는 "All Live"라는 제목이 삭제되었지만), 1987년에는 에뮤의 와이드 월드 두 시리즈가 제작되었다. 이 시리즈는 핑크 풍차 쇼와 유사한 형식을 따랐지만 사전 녹화되었으며, 이로 인해 전화 기반의 스핀 퀴즈는 슈퍼마켓의 장애물 코스인 에뮤의 바겐 베이스먼트로 대체되었다. 마지막 에뮤의 세상 시리즈는 1988년에 방영되었으며, 보글의 왕국을 유지하고 야외 장애물 코스를 도입했음에도 불구하고 20분으로 단축되었다. 모든 시리즈는 센트럴 인디펜던트 텔레비전의 콜린 클레우스가 제작 및 감독했으며, 현재는 없어진 노팅엄의 이스트 미들랜즈 텔레비전 센터에서 방송되었다.

#### 방영
에뮤의 올 라이브 핑크 풍차 쇼
- 시리즈 1: 1984년 7월 13일 – 1984년 8월 24일 7회
- 에뮤의 크리스마스 – 1984년 12월 25일
- 시리즈 2: 1985년 4월 12일 – 1985년 7월 5일 13회

에뮤의 핑크 풍차 쇼
- 시리즈 1: 1986년 2월 14일 – 1986년 4월 25일 10회
- 에뮤의 부활절 – 1986년 3월 29일 (1984년 스페셜 재방송)
- 에뮤의 크리스마스 – 1986년 12월 26일 (1984년 스페셜 재방송)

에뮤의 와이드 월드
- 시리즈 1: 1987년 4월 3일 – 1987년 6월 5일 9회
- 시리즈 2: 1987년 11월 3일 – 1988년 1월 5일 8회

에뮤의 세상
- 시리즈 6: 1988년 5월 12일 – 1988년 8월 4일 13회

### EMU-TV
에뮤의 세상이 종영된 후, 로드 헐은 캐나다로 가서 "아말가메이티드 미디어 인더스트리즈 Inc"라는 제작사와 함께 EMU-TV의 단일 시리즈를 녹화했다. 이 시리즈는 그의 이전 에뮤의 방송 회사 시리즈를 기반으로 했다. 이 북미 버전은 각 29분 분량의 에피소드 24개로 구성되어 광고 시간을 포함했으며, 핑크 풍차 키즈와 함께 영국에서 녹음된 노래들을 포함했다. 하지만 그롯백스는 등장하지 않았고, 대신 그의 새로운 공동 출연자는 머레이 랭스턴과 캐럴린 스콧이었으며, 레 푸브락은 로드와 함께 대부분의 세그먼트에 출연하며 정기적으로 게스트로 출연했다.
센트럴 인디펜던트 텔레비전은 영국 시청자들을 위해 이 시리즈를 재편집하여, 소수의 캐나다 스케치를 그롯백스가 추가로 등장하는 세그먼트로 대체했다. 이 시리즈는 22개의 에피소드로 20분 형식으로 재작업되었다.

#### 캐나다 방영
- 시리즈 1: 24회: 1988년[14]

#### 영국 방영
- 시리즈 1: 1989년 3월 15일 – 1989년 9월 20일 22회
- Ep1 - Ep13: 1989년 3월 15일 ~ 1989년 6월 7일
- Ep14 - Ep22: 1989년 7월 26일 ~ 1989년 9월 20일

### 로드 '앤' 에뮤
로드 앤 에뮤는 필름페어가 제작한 실사 시리즈의 애니메이션 버전으로, 헐, 에뮤, 스콧이 함께 출연한 마지막 프로젝트였다.

## 에뮤 (2007)
로드 헐의 아들인 토비 헐은 2007년에 CITV 채널을 위해 에뮤 시리즈의 버전을 만들었으며, 26부작 시리즈를 제작했다. 이어서 2009년에 두 번째 26부작 시리즈가 제작되었다.
새로운 에뮤 시리즈의 첫 에피소드는 단순히 에뮤라고 불렸으며, 2007년 10월 8일에 방송되었다. 첫 시리즈는 벨파스트에서 퀸즈 스트리트 플랫의 장면과 함께 촬영되었다. 주요 캐릭터는 네 살배기 에뮤 (두 번째 시리즈에서는 다섯 살이 된다)와 그의 주인인 컴퓨터 게임 디자이너 토비 (토비 헐)이다. 토비는 심술궂은 경비원 켄 콜로부터 에뮤를 비밀로 지켜야 한다. 토비의 이웃인 일곱 살 반 찰리와 여덟 살 반 대니가 에뮤를 비밀로 지키는 것을 돕는다. 토비의 다른 이웃인 소피는 쇼의 악당으로, 에뮤를 이용해 돈을 벌려는 데 집착하는 항공 승무원이지만, 그녀의 계획은 항상 실패로 돌아간다. 첫 시리즈가 끝날 때, 에뮤와 토비는 호주로 돌아갔다.
2009년 6월, 깁슨 그룹이라는 뉴질랜드 영화 및 방송사에서 26부작으로 구성된 두 번째 시리즈가 제작될 것이라고 발표되었다. 대부분의 출연진은 뉴질랜드 배우들로 이루어졌다. 두 번째 시리즈의 줄거리는 토비가 어린이 카페에서 일하는 내용이다. 그는 조류 알레르기가 있지만 에뮤를 여전히 좋아하는 카페 매니저 켈리 (브리오니 스킬링턴)를 만난다. 카페 위층에 사는 카페 아이들, 일곱 살 샘과 여덟 살 조지아는 에뮤와 친한 친구이다. 그들은 모두 해충 방제에 엄격한 도시 조사관 리오 리치 (토비 리치)를 조심해야 한다. 그가 동물을 발견하면 카페를 폐쇄할 것이기 때문이다.
두 번째 시리즈의 첫 에피소드는 2009년 9월 13일 ITV에서 오전 9시 45분에 방영되었다. 두 번째 시리즈의 인형 조종사는 닉 블레이크였고 감독은 같은 회사에서 제작한 파라다이스 카페의 감독인 대니 멀헤론이었다. 2014년 4월까지 CITV에서 재방송되었다.

## 등장인물
| 이름            | 활동 기간 | 역할                                                                                        | 출연 에피소드 수           | 출연작 |
| --------------- | --------- | ------------------------------------------------------------------------------------------- | -------------------------- | --- |
| 로드 헐         | 1982–1989 | 본인, 에뮤, 보글 왕 (1984–1988)                                                             | 115회                      | 에뮤의 세상 시리즈 1, 2, 3, 4, 5, 6, 에뮤의 크리스마스 세상, 에뮤의 부활절, 에뮤의 올 라이브 핑크 풍차 쇼 시리즈 1, 2, 3, 에뮤의 크리스마스, 에뮤의 와이드 월드, 에뮤 TV |
| 캐럴 리 스콧    | 1982–1989 | 그롯백스                                                                                    | 114회                      | 에뮤의 세상 시리즈 1, 2, 3, 4, 5, 6, 에뮤의 크리스마스 세상, 에뮤의 부활절, 에뮤의 올 라이브 핑크 풍차 쇼 시리즈 1, 2, 3, 에뮤의 크리스마스, 에뮤의 와이드 월드, 에뮤 TV |
| 프레디 스티븐스 | 1982–1989 | 크록 (1982–1984), 로봇 레드포드 (1984–1987), 그로벨 (1988–1989), 기타 여러 역할 (1982–1989) | 115회                      | 에뮤의 세상 시리즈 1, 2, 3, 4, 5, 6, 에뮤의 크리스마스 세상, 에뮤의 부활절, 에뮤의 올 라이브 핑크 풍차 쇼 시리즈 1, 2, 3, 에뮤의 크리스마스, 에뮤의 와이드 월드, 에뮤 TV |
| 데이비드 테이트 | 1984–1988 | 크록, 보글 왕국 경비병                                                                      | 41회                       | 에뮤의 올 라이브 핑크 풍차 쇼 시리즈 2 & 3, 에뮤의 크리스마스, 에뮤의 와이드 월드                                                                                        |
| 글렌 먼로       | 1988–1989 | 크록                                                                                        | 35회                       | 에뮤의 세상 시리즈 6, 에뮤 TV |
| 수잔 마운       | 1983–1988 | 호르텐시아 공주                                                                             | 69회                       | 에뮤의 세상 시리즈 5, 6, 에뮤의 크리스마스 세상, 에뮤의 부활절, 에뮤의 올 라이브 핑크 풍차 쇼 시리즈 1, 2, 3, 에뮤의 크리스마스, 에뮤의 와이드 월드                      |
| 칼 웨인         | 1983–1988 | 오드 잡 존                                                                                  | 69회                       | 에뮤의 세상 시리즈 5, 6, 에뮤의 크리스마스 세상, 에뮤의 부활절, 에뮤의 올 라이브 핑크 풍차 쇼 시리즈 1, 2, 3, 에뮤의 크리스마스, 에뮤의 와이드 월드                      |
| 머레이 랭스턴   | 1989      | 머레이                                                                                      | 22회 (영국), 24회 (캐나다) | 에뮤 TV |

### 핑크 풍차 키즈
첫 시리즈에서 핑크 풍차 키즈는 모두 패티슨 칼리지 학생이었는데, 당시에는 베티 패티슨 댄싱 아카데미로 알려져 있었다. 이후 그들은 코로나 극장 학교 출신이었으며, 당시에는 코로나 스테이지 스쿨로 알려져 있었다.
애비 실링은 핑크 풍차 키즈 중 가장 많은 에피소드에 출연했으며, 켈리 로시터가 그 뒤를 이었다.
첫 생방송 에피소드(1984년 7월 13일)의 클립에서 핑크 풍차 키즈가 열정적으로 자신들을 소개하고 빌리지 피플의 노래 "캔트 스탑 더 뮤직"을 부르는 장면은 2016년 말 인터넷 밈이 되었고, 2017년 초에는 이 장면의 아이들(스펜서 제외)이 재회하여 코믹 릴리프 (단체)를 돕기 위해 이 장면을 다시 만들었다.
| 이름                                | 활동 기간       | 출연 에피소드 수 | 출연작 |
| ----------------------------------- | --------------- | ---------------- | --- |
| 리처드 핏 (크록 의상 배우이기도 함) | 1982            | 6회              | 에뮤의 세상 시리즈 1 |
| 도나 윌리엄스                       | 1982            | 6회              | 에뮤의 세상 시리즈 1 |
| 조 그레코                           | 1982–1986       | 51회             | 에뮤의 세상 시리즈 2, 4, 5, 에뮤의 크리스마스 세상, 에뮤의 부활절, 에뮤의 올 라이브 핑크 풍차 쇼 시리즈 1 & 2, 에뮤의 핑크 풍차 쇼 시리즈 1, 에뮤의 크리스마스            |
| 데비 하퍼                           | 1982–1986       | 56회             | 에뮤의 세상 시리즈 2, 3, 4, 5, 에뮤의 크리스마스 세상, 에뮤의 부활절, 에뮤의 올 라이브 핑크 풍차 쇼 시리즈 1 & 2, 에뮤의 핑크 풍차 쇼 시리즈 1                            |
| 엠마 휘틀록                         | 1982–1985       | 47회             | 에뮤의 세상 시리즈 2, 3, 4, 5, 에뮤의 크리스마스 세상, 에뮤의 부활절, 에뮤의 올 라이브 핑크 풍차 쇼 시리즈 1 & 2, 에뮤의 크리스마스                                       |
| 휴 하퍼                             | 1982–1984       | 33회             | 에뮤의 세상 시리즈 2, 3, 4, 5, 에뮤의 크리스마스 세상, 에뮤의 올 라이브 핑크 풍차 쇼 시리즈 1, 에뮤의 크리스마스                                                          |
| 캐트리나 힐턴                       | 1982–1984       | 34회             | 에뮤의 세상 시리즈 2, 3, 4, 5, 에뮤의 크리스마스 세상, 에뮤의 부활절, 에뮤의 올 라이브 핑크 풍차 쇼 시리즈 1, 에뮤의 크리스마스                                           |
| 로레인 플러머                       | 1982–1984       | 34회             | 에뮤의 세상 시리즈 2, 3, 4, 5, 에뮤의 크리스마스 세상, 에뮤의 부활절, 에뮤의 올 라이브 핑크 풍차 쇼 시리즈 1, 에뮤의 크리스마스                                           |
| 앤서니 호지어                       | 1982–1984       | 34회             | 에뮤의 세상 시리즈 2, 3, 4, 5, 에뮤의 크리스마스 세상, 에뮤의 부활절, 에뮤의 올 라이브 핑크 풍차 쇼 시리즈 1, 에뮤의 크리스마스                                           |
| 사라 제프스                         | 1982–1984       | 34회             | 에뮤의 세상 시리즈 2, 3, 4, 5, 에뮤의 크리스마스 세상, 에뮤의 부활절, 에뮤의 올 라이브 핑크 풍차 쇼 시리즈 1, 에뮤의 크리스마스                                           |
| 다니엘 챔벌레인                     | 1982–1984, 1986 | 30회             | 에뮤의 세상 시리즈 2, 3, 5, 에뮤의 크리스마스 세상, 에뮤의 부활절, 에뮤의 핑크 풍차 쇼 시리즈 1                                                                           |
| 케이트 파워                         | 1982–1984       | 26회             | 에뮤의 세상 시리즈 2, 3, 4, 5, 에뮤의 크리스마스 세상, 에뮤의 부활절 |
| 엠마-루이즈 폭스                    | 1982–1984       | 25회             | 에뮤의 세상 시리즈 2, 3, 4, 5, 에뮤의 크리스마스 세상 |
| 나탈리 페닝턴                       | 1982–1984       | 25회             | 에뮤의 세상 시리즈 2, 3, 4, 5, 에뮤의 크리스마스 세상 |
| 아이샤 미첼                         | 1982–1984       | 25회             | 에뮤의 세상 시리즈 2, 3, 4, 5, 에뮤의 크리스마스 세상 |
| 나탈리 페인                         | 1982–1984       | 25회             | 에뮤의 세상 시리즈 2, 3, 4, 5, 에뮤의 크리스마스 세상 |
| 딘 호지어                           | 1982–1984       | 19회             | 에뮤의 세상 시리즈 2, 4, 5, 에뮤의 크리스마스 세상 |
| 호프 랭                             | 1982–1983       | 18회             | 에뮤의 세상 시리즈 2, 3, 4 |
| 아론 버첼                           | 1982–1983       | 12회             | 에뮤의 세상 시리즈 2, 3 |
| 아델 그레이엄                       | 1982–1983       | 12회             | 에뮤의 세상 시리즈 2, 3 |
| 앤-마리 데니스                      | 1982–1983       | 12회             | 에뮤의 세상 시리즈 2, 3 |
| 줄리 라이트                         | 1982            | 6회              | 에뮤의 세상 시리즈 2 |
| 나탈리 윌리엄스                     | 1982            | 6회              | 에뮤의 세상 시리즈 2 |
| 투힌 다스굽타                       | 1982            | 6회              | 에뮤의 세상 시리즈 2 |
| 프란체스카 제라드                   | 1982            | 6회              | 에뮤의 세상 시리즈 2 |
| 데비-앤 그린웰                      | 1982            | 6회              | 에뮤의 세상 시리즈 2 |
| 티파니 험프리스                     | 1982            | 6회              | 에뮤의 세상 시리즈 2 |
| 시나 웹                             | 1982            | 6회              | 에뮤의 세상 시리즈 2 |
| 재클린 & 트레이시 포스터            | 1982            | 6회              | 에뮤의 세상 시리즈 2 |
| 제임스 제프스                       | 1982            | 6회              | 에뮤의 세상 시리즈 2 |
| 숀                                  | 1982            | 6회              | 에뮤의 세상 시리즈 2 |
| 마크 비숍                           | 1983            | 6회              | 에뮤의 세상 시리즈 3 |
| 닐 헤이든                           | 1983            | 6회              | 에뮤의 세상 시리즈 3 |
| 리자 헤이든                         | 1983            | 6회              | 에뮤의 세상 시리즈 3 |
| 스텔라                              | 1983            | 6회              | 에뮤의 세상 시리즈 3 |
| 조안 프라이스                       | 1983            | 6회              | 에뮤의 세상 시리즈 3 |
| 로버트 태핀                         | 1983            | 6회              | 에뮤의 세상 시리즈 3 |
| 스펜서 로버츠                       | 1983–1985       | 41회             | 에뮤의 세상 시리즈 3, 4, 5, 에뮤의 크리스마스 세상, 에뮤의 부활절, 에뮤의 올 라이브 핑크 풍차 쇼 시리즈 1 & 2, 에뮤의 크리스마스                                          |
| 사라 스톤                           | 1983, 1986–1989 | 68회             | 에뮤의 세상 시리즈 3, 6, 에뮤의 핑크 풍차 쇼 시리즈 1, 에뮤의 와이드 월드, 에뮤 TV                                                                                        |
| 클리프 켈리                         | 1983–1984       | 13회             | 에뮤의 세상 시리즈 4, 5, 에뮤의 크리스마스 세상 |
| 데보라 툴릭                         | 1983–1984       | 13회             | 에뮤의 세상 시리즈 4, 5, 에뮤의 크리스마스 세상 |
| 자라 카탄                           | 1983            | 6회              | 에뮤의 세상 시리즈 4 |
| 알렉사 솔로몬스                     | 1983            | 6회              | 에뮤의 세상 시리즈 4 |
| 조안나 태핀                         | 1983            | 6회              | 에뮤의 세상 시리즈 4 |
| 애비 실링                           | 1983–1989       | 90회             | 에뮤의 세상 시리즈 5, 6, 에뮤의 크리스마스 세상, 에뮤의 올 라이브 핑크 풍차 쇼 시리즈 1 & 2, 에뮤의 크리스마스, 에뮤의 핑크 풍차 쇼 시리즈 1, 에뮤의 와이드 월드, 에뮤 TV |
| 켈리 로시터                         | 1983–1989       | 83회             | 에뮤의 세상 시리즈 5, 6, 에뮤의 크리스마스 세상, 에뮤의 크리스마스, 에뮤의 올 라이브 핑크 풍차 쇼 시리즈 2, 에뮤의 핑크 풍차 쇼 시리즈 1, 에뮤의 와이드 월드, 에뮤 TV     |
| 이안 모리슨                         | 1983–1984       | 7회              | 에뮤의 세상 시리즈 5, 에뮤의 크리스마스 세상 |
| 태미 스몰워스                       | 1985–1988       | 40회             | 에뮤의 올 라이브 핑크 풍차 쇼 시리즈 2, 에뮤의 핑크 풍차 쇼 시리즈 1, 에뮤의 와이드 월드                                                                                  |
| 피터 데이비스                       | 1985–1986       | 23회             | 에뮤의 올 라이브 핑크 풍차 쇼 시리즈 2, 에뮤의 핑크 풍차 쇼 시리즈 1 |
| 알리스터 스미스                     | 1985            | 13회             | 에뮤의 올 라이브 핑크 풍차 쇼 시리즈 2 |
| 알렉스 브레넌                       | 1985            | 13회             | 에뮤의 올 라이브 핑크 풍차 쇼 시리즈 2 |
| 대릴 펙                             | 1986–1988       | 27회             | 에뮤의 핑크 풍차 쇼 시리즈 1, 에뮤의 와이드 월드 |
| 헬렌 닐                             | 1986            | 10회             | 에뮤의 핑크 풍차 쇼 시리즈 1 |
| 지아니 푸치오                       | 1987–1989       | 52회             | 에뮤의 와이드 월드, 에뮤의 세상 시리즈 6, 에뮤 TV |
| 대니 호지어                         | 1987–1989       | 52회             | 에뮤의 와이드 월드, 에뮤의 세상 시리즈 6, 에뮤 TV |
| 클레어 스톡                         | 1987–1988       | 30회             | 에뮤의 와이드 월드, 에뮤의 세상 시리즈 6 |
| 니콜라스 피녹                       | 1987–1988       | 30회             | 에뮤의 와이드 월드, 에뮤의 세상 시리즈 6 |
| 캐시 실링                           | 1987–1988       | 30회             | 에뮤의 와이드 월드, 에뮤의 세상 시리즈 6 |
| 티파니 리드                         | 1988–1989       | 35회             | 에뮤의 세상 시리즈 6, 에뮤 TV |
| 로이 머천트                         | 1988            | 13회             | 에뮤의 세상 시리즈 6 |
| 알라니 기븐                         | 1989            | 22회             | 에뮤 TV |
| 리사 베넷                           | 1989            | 22회             | 에뮤 TV |
| 나탈리 스몰워스                     | 1989            | 22회             | 에뮤 TV |
| 록키 삼라이                         | 1989            | 22회             | 에뮤 TV |